# Salvatorsorden

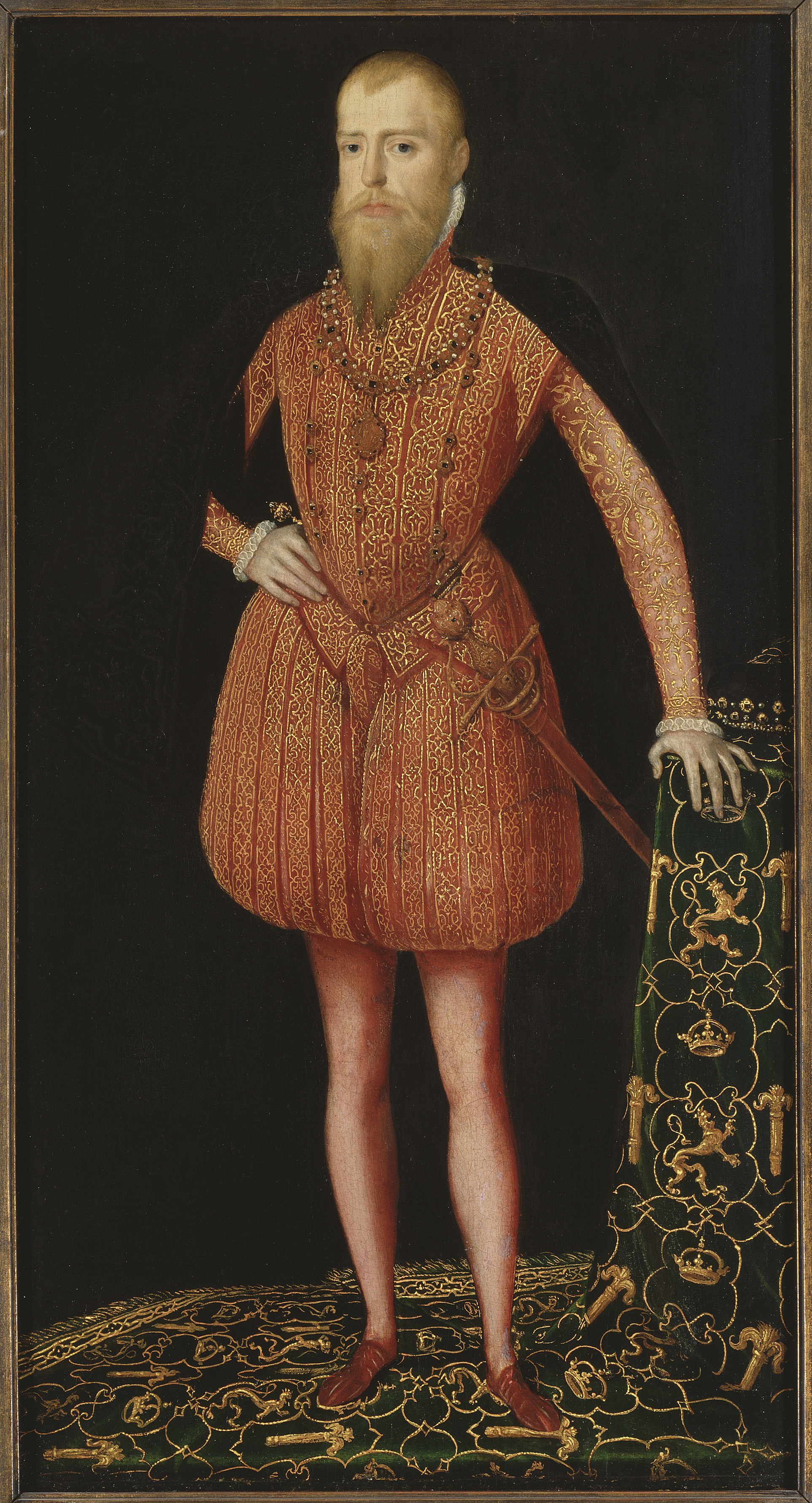
Erik XIV bärande Salvatorsorden.

Salvatorsorden ("frälsarorden") var en svensk riddarorden instiftad av Erik XIV senast 1561. Den bestod av en kedja sammansatt av änglahuvuden och vasar, i vilken det hängde en oval medaljong med frälsarens bild och kungens valspråk "Deus dat cui vult" ("Gud ger åt vem han vill"). Medaljongen kunde också hängas i band.
Det är okänt om andra tilldelats orden, men av Eriks brevväxling framgår att han hade för avsikt att förläna den till den franske kungen.
Förutom på Eriks porträtt finns orden också avbildad kring riksvapnet på vissa mynt och på kungens sigill.